# Olympische Sommerspiele 1972/Schwimmen – 4 × 100 m Freistil (Männer)
Die 4-mal-100-Meter-Freistilstaffel der Männer bei den Olympischen Spielen 1972 in München wurde am 28. August ausgetragen.

## Ergebnisse

### Vorläufe

#### Vorlauf 1
| Rang | Nation         | Athleten                                                              | Zeit (min) | Anm. |
| ---- | -------------- | --------------------------------------------------------------------- | ---------- | ---- |
| 1    | Sowjetunion    | Wladimir Bure Wiktor Masanow Wiktor Aboimow Georgijs Kuļikovs         | 3:32,72    | Q    |
| 2    | Frankreich     | Gilles Vigne Alain Mosconi Alain Hermitte Michel Rousseau             | 3:35,84    | Q    |
| 3    | BR Deutschland | Gerhard Schiller Rainer Jacob Hans-Günther Vosseler Kersten Meier     | 3:37,59    | Q    |
| 4    | Spanien        | Jorge Comas Antonio Culebras Enrique Melo José Pujol                  | 3:38,77    | Q    |
| 5    | Italien        | Roberto Pangaro Paolo Barelli Marcello Guarducci Alberto Castagnetti  | 3:38,81    |      |
| 6    | Niederlande    | Peter Prijdekker Bert Bergsma Roger van Hamburg Hans Elzerman         | 3:41,36    |      |
| 7    | Mexiko         | Jorge Urreta José Joaquín Santibáñez Guillermo García Roberto Strauss | 3:43,46    |      |

#### Vorlauf 2
| Rang | Nation             | Athleten                                                           | Zeit (min) | Anm.  |
| ---- | ------------------ | ------------------------------------------------------------------ | ---------- | ----- |
| 1    | Vereinigte Staaten | David Fairbank Gary Conelly Jerry Heidenreich David Edgar          | 3:28,84    | WR, Q |
| 2    | DDR                | Wilfried Hartung Peter Bruch Udo Poser Lutz Unger                  | 3:35,13    | Q     |
| 3    | Kanada             | Bruce Robertson Brian Phillips Timothy Bach Robert Kasting         | 3:35,64    | Q     |
| 4    | Brasilien          | Ruy de Oliveira Paulo Zanetti Paulo Becskehazy José Roberto Aranha | 3:35,84    | Q     |
| 5    | Australien         | Neil Rogers Graham White Bruce Featherston Gregory Rogers          | 3:40,47    |       |
| 6    | Philippinen        | Luis Ayesa Dae Imlani Carlos Singson Jairulla Jaitulla             | 3:47,39    |       |
| 7    | El Salvador        | Salvador Vilanova Reynaldo Patiño Tomás Rengifo Antonio Ferracuti  | 3:49,14    |       |

### Finale
| Rang | Nation             | Athleten | Zeit (min) | Anm. |
| ---- | ------------------ | --- | ---------- | ---- |
| 1    | Vereinigte Staaten | David Edgar (52,69 s) John Murphy (52,04 s) Jerry Heidenreich (50,78 s) Mark Spitz (50,90 s)                       | 3:26,42    | WR   |
| 2    | Sowjetunion        | Wladimir Walerjewitsch Bure (52,26 s) Wiktor Masanow (53,13 s) Wiktor Aboimow (52,75 s) Igor Griwennikow (51,57 s) | 3:29,72    |      |
| 3    | DDR                | Roland Matthes (52,89 s) Wilfried Hartung (53,31 s) Peter Bruch (53,20 s) Lutz Unger (53,01 s)                     | 3:32,42    |      |
| 4    | Brasilien          | Ruy de Oliveira (53,62 s) Paulo Zanetti (53,61 s) Paulo Becskehazy (53,73 s) José Aranha (52,17 s)                 | 3:33,14    |      |
| 5    | Kanada             | Bruce Robertson (53,52 s) Brian Phillips (52,56 s) Timothy Bach (54,41 s) Robert Kasting (52,70 s)                 | 3:33,20    |      |
| 6    | BR Deutschland     | Klaus Steinbach (53,45 s) Werner Lampe (52,81 s) Rainer Jacob (53,81 s) Hans Fassnacht (53,82 s)                   | 3:33,90    |      |
| 7    | Frankreich         | Gilles Vigne (54,47 s) Alain Mosconi (54,57 s) Alain Hermitte (53,41 s) Michel Rousseau (51,66 s)                  | 3:34,13    |      |
| 8    | Spanien            | Jorge Comas (54,32 s) Antonio Culebras (55,02 s) Enrique Melo (54,77 s) José Pujol (54,09 s)                       | 3:38,21    |      |